# ザカーズ
ザカーズ（Zakath）は、デイヴィッド・エディングスのファンタジー小説『ベルガリアード物語』および『マロリオン物語』に登場する架空の人物。

## 人物概略
東方大陸を支配する国家であるマロリー帝国の皇帝。《ムリンの書》に代表される『光の予言』において【からっぽの者】と呼ばれ、マロリオンで探索の旅の仲間となる。特徴としては、
- オリーブ色の肌と長い黒髪を持つ、30代後半から40代前半とは思えない外見の持ち主。
- 物腰の柔らかさと礼儀作法をわきまえた、根っからの紳士。
- 実力とカリスマ性を兼ね備えた政治家。
- 武器は長剣および拳闘籠手（※拳闘籠手は投げて使用）。
- 大の猫好き。

である。妻はシラディス（Cyradis）。

## 人間性
ベルガラス（Belgarath）なみの二面性を持っている。ベルガラスが状況に応じて性格の二面性を見せるのに対し、彼は自分が接する人間にふたつの側面を見せる。ガリオン（Belgarion）やポルガラ（Polgara）やセ・ネドラ（Ce'Nedra）など、自分にとって有益な相手や自分よりか弱い存在には優しく礼節を以って接する一方、西方諸国との戦争で無様な姿をさらしたゲゼール（Gethell）や裏切りに走ったドロスタ・レク・タン（Drosta lek Thun）などの、他のアンガラク人国家の王には冷酷な態度をとる。
『アメとムチ』の使い方が上手い。それゆえ、部下からの信頼もあつく、アテスカ（Atesca）やブラドー（Brador）といった軍部や官僚のトップにたいそう慕われている。また、頭の回転もはやく、姦計にも長けており、国内政治のほとんどを彼ひとりで仕切る辣腕の政治家である。
だが、人一倍恨みをつのらせやすい一面もある。皇帝として即位して間もない青年時代、彼はひとりの若いメルセネ人女性と恋愛関係にあった。ふたりの関係は純愛……プラトニック・ラブと呼んでも過言ではなかった。が、当時のクトル・マーゴス王タウル・ウルガス（Taul Urgas）の策略により、恋愛関係は崩壊してしまう。この一件以降、彼はタウル・ウルガスをずっと憎み続けており、その命を自身の手で奪おうと画策し続けていた。
この悲劇的な事件がきっかけで、将来『名君』になるであろうと言われていた彼は、権力への欲望にとりつかれた孤独な皇帝になってしまった。顔には常に物憂げな影がちらつき、寂しげな雰囲気を漂わせている。
しかし、ガリオンたちとの出逢いと旅を通して、彼は少しずつ変わっていく。

## 『ベルガリアード物語』での活躍
サディ（Sadi）同様、この作品では悪役として登場する。
西方諸国との間に戦争が勃発したとき、彼はマロリー軍および東方諸国の統率者として戦争に臨んでいた。
それと同時にゼダー（Zedar）の命令を受けており、ミシュラク・アク・タールで昏倒していた女魔術師ポルガラ（Polgara）を『トラク（Torak）の花嫁』として《終わりなき夜の都》クトル・ミシュラクへ連行した。そのとき、《闇の子》でもあるトラクの最大の敵・《光の子》ベルガリオンの許婚セ・ネドラ、ポルガラに付き添っていたセンダリアの鍛冶屋ダーニク（Durnik）、ベルガリオン以外に《アルダーの珠》に触れることのできる少年エランド（Errand、のちのエリオンド）も連行した。
彼は専用の天幕のなかで常に物憂げな表情を浮かべ、人質に紳士的に接する一方、ペットの子猫をセ・ネドラたちに自慢していた。そのとき、あまりにも無残な敗北を喫したミシュラク・アク・タールのゲゼール王に刑罰を与え、西方諸国のひとつドラスニアと同盟を結んだガール・オグ・ナドラクのドロスタ・レク・タン王への処罰も考えていた。セ・ネドラはそんな彼の二面性に恐怖を感じる。
ポルガラたちをゼダーのもとに連行し、再び戦争の指揮に戻った彼だったが、トラクの死という形で終戦を迎えることになる。アンガラク人の神の死は彼に相当なダメージを与えた。それはマロリーだけでなく他のアンガラク人国家も一緒だったが、マロリー社会の混沌ぶりは激しかった。
恐れていたにせよ、彼は神を喪った。終戦後、そのやりきれなさの矛先はクトル・マーゴスに向かうことになる。

## 『マロリオン物語』での活躍
トラク亡き現在、彼は『王にして神』という意味の接頭語「カル（Kal）」を名前の前につけ、《カル・ザカーズ》（Kal Zakath）と名乗り、大量の軍勢とともにクトル・マーゴスに侵攻する。目的はただひとつ――タウル・ウルガスをこの手で討つこと。だが、彼は肝心なことを知らされないまま、大量虐殺に手を染めることになる。
数年後、彼は陣を構えているクトル・マーゴスのラク・ハッガで、ベルガリオンが親族や仲間を連れてクトル・マーゴス内を旅していることを知る。早速アテスカ将軍にベルガリオン一行を『賓客』として連行するよう指示し、ヴァーカト島で発見された彼らをラク・ハッガでもてなす。錯乱状態のセ・ネドラのために部屋と治癒師の女性アンデル（Andel）を手配し、ベルガリオンたちにも上質の部屋を用意した。しかし、彼はその目で『賓客』たちをひとりひとり注意深く観察するのを怠らなかった。
やがて、彼はベルガリオンと夜な夜な言い争うようになる。トラクの最後の弟子・ウルヴォン（Urvon）と《闇の子》ザンドラマス（Zandramas）との間に起きているグロリム教会の主導権争い、現在のクトル・マーゴスの情勢……前者は納得できなかったが、後者はいやでも納得せざるをえなかった。彼が若い頃からずっと憎み続けていた《狂人》タウル・ウルガスは、先の戦争で好敵手アルガリアの総族長チョ・ハグ（Cho-Hag）との一騎討ちに敗れて死亡、後継者のウルギット（Urgit）はウルガスの血をひいていないのだ。さらに、ウルガスの血を引く者たちは、もうひとりもこの世にいないのだ。何もかも知らなかった彼は自身の愚かさを嘆く。
それから数日後、ザカーズの身に異変が起きる。突然ベルガリオンに向かって怒り狂い、そのまま気絶してしまったのだ――ニーサの元宦官サディ（Sadi）が原因を突き止める。彼は何者かによって、解毒剤のない毒薬ザロットを盛られて中毒症状を起こしてしまったのだ。致死率も非常に高い毒薬のため命が危ぶまれたが、ケルの女予言者シラディスの助言で解毒剤の生成に成功したベルガリオンらによって一命を取り留める。そのとき、シラディスの姿を垣間見た彼は、長年忘れていた感情を思い出す。
ザロット中毒からすっかり回復した彼は、嫌がるベルガリオンらを引き連れて、マロリーの首都マル・ゼスに戻る。あくまでもベルガリオンたちを『賓客』として拘束するつもりだったが、マル・ゼス内で起きた疫病騒動をおさめるためにマル・ゼスを完全封鎖している最中、混乱に乗じて逃げられてしまう。ブラドーの組織する秘密警察から、メルセネ帝国の首都メルセナでベルガリオンを発見したことを知らされると、メルセネ帝国に属する公国のひとつ・ガンダハールのマガン川近くでベルガリオン一行を捕らえる。
再度マル・ゼスに戻ると告げたところ、ベルガリオンは同行を拒否する。それに憤慨する彼であったが、シラディスの出現で事態が急変する。彼は女予言者の指示により、変装してベルガリオン一行に合流し、彼女の待つケルへ向かうこととなる。旅の道中で、彼は今まで得られなかった『自由』を味わい、晴れやかな気持ちになる。とくに戦闘を楽しむようになってからは、ベルガリオンに、「本当はアレンディア人ではないか?」と疑われることが多くなる。この頃からふたりの仲はさらに深まり、『親友』と呼ばれる域に近づいていく。
ケルに到着し、シラディスと合流した彼らは、アレンディア人の一民族・ミンブル人とダル人の混血民族の住むペリヴォー島に向かう。ベルガリオンとともに甲冑に身を包んだ彼は、ペリヴォーの首都ダル・ペリヴォーで馬上槍試合に参加することになる。さらに、エレゼル（Erezel）という偽名でオルドリン王（Oldorin）の側近となった、ザンドラマスの手下ナラダス（Naradas）の策略で竜と戦うことになる。ベルガリオンと狼に変身したベルガラスとともに竜を退治した彼は、ベルガリオンらとともにナラダスの計略をオルドリンの前で暴く。
やがて【見張り女】ポレドラ（Poledra）を仲間に加えた彼らは、ついに決戦の地である『もはや存在しない場所』に向かう。まず、そこでフェンシングのように長剣をふるってザンドラマス配下のグロリムを片づけ、洞窟の中にいた悪魔モージャ（Mordja）と彼をおさめた竜をベルガリオンらとともに攻撃する。
そして、シラディスにより『選択』が行われ、ベルガリオンの手で《光の子》に選ばれたエリオンド（Eriond）が新しいアンガラクの神に選ばれる。すべてを見届けた後、彼は、パートナーのトス（Toth）と予言能力を失ったシラディスを生涯かけて守ることを誓う。　
ペリヴォー島で西方諸国と東方諸国間の講和条約『ダル・ペリヴォーの講和』を締結すると、シラディスとエリオンドとともにマロリーに戻る。数ヵ月後、彼はリヴァに戻ったベルガリオンに手紙を送る。その中で彼は近況を語る――署名にある《カル》の接頭語を消して。